# 真因子和數列
選擇一個正整數{\displaystyle k}作為一個數列的開首，數列的之後的項都是上一項的真因子之和（因數函數{\displaystyle \sigma _{1}}），即：
- {\displaystyle s_{0}=k}
- {\displaystyle s_{n}=\sigma _{1}(s_{n-1})-s_{n-1}}

這樣組成的數列稱為真因子和數列（aliquot sequence）。
例如取10為首項，之後是{\displaystyle 1+2+5=8,1+2+4=7,1=1}（任何質數的唯一真因子都是1，1沒有真因子）。
真因子和數列有幾種可能的發展方式：
- 在1結束：好像上面的10、任何質數、18（{\displaystyle 18,1+2+3+6+9=21,1+3+7=11,1}） ……（OEIS:A080907）
- 循環不斷：對於完全數、相親數、相親數鏈的成員，真因子和數列是循環的。如果有些數本身並不屬於上述提到那類數，卻因為數項中有些項的真因子之和屬於那類數，而有循環的真因子和數列，它們稱為aspiring numbers（OEIS:A063769）。譬如：
  1. 完美數{\displaystyle 28=1+2+4+7+14}：28, 28, 28...
  2. 四環相親數鏈的成員1264460：1264460, 1547860, 1727636, 1305184, 1264460, ....
  3. aspiring number 95：95, 25, 6, 6, 6,
- 不循環地一直延續下去：19世紀數學家歐仁·查理·卡塔蘭猜想任何真因子和數列都是按上面兩種方式延續下去，但人們不但未能證明或推翻這個猜想，而且不能確定一些整數的真因子和數列。在1至1000之間，便有五個這樣的數，它們稱為Lehmer Five —— 276, 552, 564, 660, 966。截止2007年7月，1至105間有909個這樣的數，1至106間有9466個。

## 外部連結
- Aliquot Pages （页面存档备份，存于）
- Tables of Aliquot Cycles